# Карл Хайнрих Албан фон Шьонбург-Глаухау
Карл Хайнрих Албан фон Шьонбург-Глаухау (на немски: Karl/Carl Heinrich Alban von Schönburg-Glauchau; * 18 ноември 1804, Дрезден; † 23 март 1864, Дрезден) е граф на Шьонбург, господар на Глаухау-Фордерглаухау.

## Произход
Той е син на граф Вилхелм Албрехт Хайнрих фон Шьонбург-Фордерглаухау (1762 – 1815) и втората му съпруга графиня Анна Албертина Леополдина Вилхелмина фон Вартенслебен (1775 – 1826), дъщеря на граф Фердинанд Мориц фон Вартенслебен (1753 – 1795) и Андриета Августеа фон Клайст (1758 – 1798). Внук е на граф Карл Хайнрих II фон Шьонбург-Фордерглаухау (1729 – 1800) и графиня Кристиана Вилхелмина фон Айнзидел (1726 – 1798), дъщеря на Йохан Георг фон Айнзидел (1692 – 1760) и втората му съпруга Ева Шарлота Фридерика фон Флеминг (1704 – 1758).

## Фамилия
Албан фон Шьонбург-Глаухау се жени на 15 януари 1824 г. в Хайделберг за рау-графиня Кристиана Мария Амалия фон Женисон-Валворт (* 11 януари 1806, Канщат; † 2 април 1880, Лайпциг), дъщеря на рауграф Франц фон Женисон-Валворт, граф на Хайделберг († 1824) и Мари Боклерк (1766 – 1851). Те имат пет деца:
- Мария Емилиана фон Шьонбург-Глаухау (* 3 декември 1825, Векселбург; † 7 октомври 1869, Вилла Енгел при Линдау), омъжена на 20 април 1846 г. във Векселбург за граф Ото Вилхелм Фридрих Бертрам фон Квадт-Викрадт и Исни (* 27 септември 1817; † 23 юни 1899)
- Карл Хайнрих фон Шьонбург-Глаухау (*/† 17 октомври 1826, Векселбург)
- Луиза Вилхелмина Ида фон Шьонбург-Глаухау (* 14 юни 1829, Векселбург; † 3 април 1902, Гузов), омъжена на 7 юни 1853 г. във Векселбург за фрайхер Бернхард фон Фабрице (* 1 юли 1827, Франкфурт на Майн; † 29 юни 1866, Гитшин в битка)
- Олга Клара фон Шьонбург-Фордерглаухау (* 28 януари 1831, Векселбург; † 16 март 1868, Франкфурт на Майн), омъжена на 20 април 1852 г. в Пилниц при Дрезден за граф, от 1861 г. 4. княз Вилхелм Паул Лудвиг фон Льовенщайн-Вертхайм-Фройденберг (* 19 март 1817, Щутгарт; † 10 март 1887, Карлсруе)
- Карл Хайнрих Волф Вилхелм Франц фон Шьонбург-Глаухау (* 13 май 1832, Векселбург; † 27 ноември 1898, Женева), женен I. на 10 ноември 1864 г. в Маркт Айнерсхайм за графиня Аделаида фон Рехтерен-Лимпург-Шпекфелд (* 1 февруаи 1845, Маркт Айнерсхайм; † 25 юли 1873, Векселбург), II. на 19 март 1879 г. в Брюксел за контеса Мария Евгения Леонарда София д'Урзел (* 29 юни 1851, Брюксел; † 29 февруари 1932, Векселбург); от първия брак той има един син